# Shuangyashan
Shuangyashan (双鸭山 ; pinyin : Shuāngyāshān) est une ville de la province du Heilongjiang en Chine.

## Subdivisions administratives

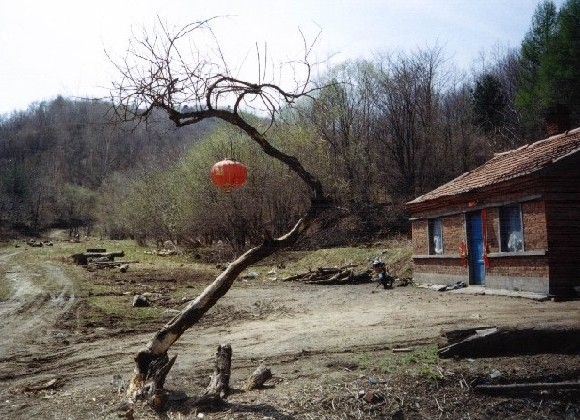
Maison à la campagne

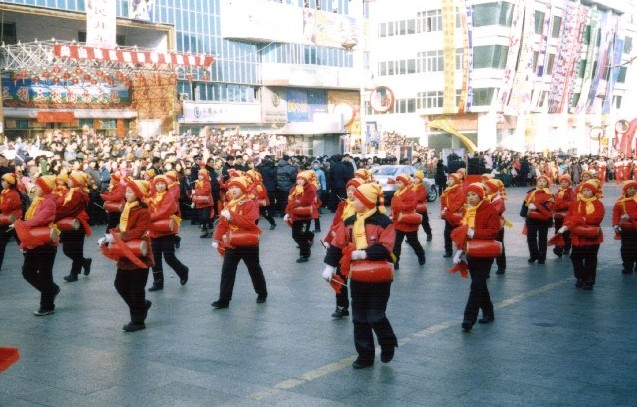
Parade du nouvel an

La ville-préfecture de Shuangyashan exerce sa juridiction sur huit subdivisions - quatre districts et quatre xian :
- le district de Jianshan - 尖山区 Jiānshān Qū ;
- le district de Lingdong - 岭东区 Lǐngdōng Qū ;
- le district de Sifangtai - 四方台区 Sìfāngtái Qū ;
- le district de Baoshan - 宝山区 Bǎoshān Qū ;
- le xian de Jixian - 集贤县 Jíxián Xiàn ;
- le xian de Youyi - 友谊县 Yǒuyì Xiàn ;
- le xian de Baoqing - 宝清县 Bǎoqīng Xiàn ;
- le xian de Raohe - 饶河县 Ráohé Xiàn.

## Économie
Longmay Group, spécialisé dans l'extraction du charbon, possède une mine à Shuangyashan.
En mars 2016, la ville connaît d'importantes manifestations couplées à des grèves, les manifestants protestent contre le non-paiement de salaires notamment de la part de Longmay Group, ces manifestations font suite à une annonce du gouvernement sur la suppression de 1,3 million d'emplois dans le secteur houiller et 500 000 dans la sidérurgie.